# Телурити
Телури́ти — солі телуристої кислоти Н2ТеО3.
У природі є рідкісними мінералами, наприклад, емонсит Fe2[TeO3]·2H2O та цеманіт Mg(ZnFe)₂(TeO₃)₆·9H₂O.
Телурити — кристалічні речовини. Телурити лужних металів розчинні у воді. ГДК у воді 0,01 мг/м3.